# Campeonato Sudamericano de Voleibol Femenino de 1956
El II Campeonato Sudamericano de Voleibol 1956 se realizó en Montevideo, Uruguay del 8 de noviembre al 14 de noviembre de 1956.

## Clasificación final
| Pos | Equipo   |
| --- | -------- |
| 1   | Brasil   |
| 2   | Uruguay  |
| 3   | Perú     |
| 4   | Paraguay |